# Трудове право
Трудове́ пра́во — самостійна  нормовано відокремлена система взаємопов'язаних правових норм, які регулюють суспільно-трудові та пов'язані з ними відносини суспільної організації праці з приводу реалізації права на працю та застосовування  найманої праці на підприємствах різних форм власності, з поєднанням суспільно-колективних та особистих інтересів їх суб'єктів.
За античної доби трудові правовідносини вважалися відносинами речового права: робітник був рабом, власністю свого пана. Сліди цього спостерігаються й за середньовіччя, також і в Україні IX–XI ст. (див. Невільництво в Україні). За феодалізму рабовласницькі правовідносини перетворилися на особисту залежність робітників від пана (дідича). Це були часи панщини й кріпацтва в Україні від XV ст. до їх скасування (1848 р. під Австрією і 1861 р. під Російською імперією).
З бурхливим розвитком промисловості XIX ст. трудові правовідносини набрали характеру зобов'язань, регульованих цивільним правом. Робітник продає підприємцеві свою працю за певну винагороду. Праця стає товаром. Тому, що ці відносини ставлять працедавця в становище сильнішого, під час першої світової війни, поширився погляд, що людська праця не є товаром, а певною суспільною цінністю, й тому не може бути предметом цивільного права, і відтоді почалося повільне виділення трудових правовідносин з цивільного. У 20-х pp. в Чехо-Словаччині, Румунії та Польщі запроваджено 8-годинний робочий день. Для контролю над умовами праці створено окремі державні органи (у Польщі інспекцію праці як орган міністерства праці і суспільної опіки), з'явилися закони про охорону праці жінок і молоді (у Польщі з 1924 р.), про відпустки в промисловості й торгівлі (закон 1922 р.), про колективні трудові договори тощо. 1928 р. у Польщі видано декрет про державні суди праці з участю «лавників», запрошуваних з-поміж робітників і підприємців. Введено закони про соціальне забезпечення (див. Соціальне забезпечення і Страхування). Всі ці поліпшення мали незначне застосування на українських землях під Польщею, Чехо-Словаччиною і Румунією, бо промисловість у них не була розвинена, а в нечисленних промислових і торговельних підприємствах українських робітників майже не було. Натомість для великого числа сільсько-господарських робітників охорона праці майже не існувала. Підстава для виникнення трудових правовідносин - укладення трудового договору як в усній, так і в письмовій формі.
У СРСР витворилася інша система трудових взаємин і трудових правовідносин. Держава стала єдиним власником засобів виробництва і на зміну трудовим відносинам між приватним підприємцем і робітником встановилися трудові відносини між робітником і державою, яка може диктувати робітникам умови праці. Радянська ідеологія витворила фікцію, ніби державна власність є ідентична з «всенародній» і кожний громадянин є співвласником державного майна. Ця фікція замаскована тим, що працедавцем (цей термін в СРСР скреслено з офіційної термінології) вважається не сама держава, а державні, кооперативні й уявно громадські підприємства, організації й установи. Трудове право вважається сукупністю норм, які реґулюють суспільні відносини робітників і службовців у процесі їхньої праці на підприємствах, в оргізаціях і установах. Отже, ці останні не є власниками, то працедавцями є фактично урядові особи (адміністрація), також службовці, але вищого ступеня, що очолюють дане підприємство чи організацію, від сваволі яких трудове право має боронити працівників.
Від 1922 р. в Україні діяв «Кодекс законів про працю УРСР», що був майже дослівним перекладом аналогічного Кодексу РРФСР. Цей кодекс регулював тільки важливіші трудові правовідносини: деталі були регульовані різними інструкціями відповідних міністерств. З 1970 р. діють «Основи законодавства СРСР і союзних республік про працю», на основі яких в УРСР з 1972 р.  чинний новий «Кодекс законів про працю УРСР».
В СРСР, за принципом — «хто не працює, той не їсть», праця вважається моральним обов'язком кожного працездатного радянського громадянина. Хто відмовляється від праці і намагається проживати з нелегальних прибутків, того вважають дармоїдом («тунеядцем») і стосують репресії, до заслання включно. Обов'язок громадян працювати поєднується з їх «правом на працю», тобто з можливістю виконувати ту чи іншу працю за певною спеціальністю і кваліфікацією й одержувати за це відповідну винагороду. Кожний робітник і службовець зобов'язаний дотримуватись дисципліни праці, що регулюється «правилами внутрішнього трудового розпорядку», які виробляє адміністрація на основі загальносоюзних «Типових правил внутрішнього трудового розпорядку» (останнє видання 1972 р.), що є каталогом обов'язків робітників і службовців; їх права з'ясовані в «Кодексі законів про працю».
Заробітна платня залежить від виконання обов'язкових норм праці, які встановлюються з урахуванням досягнутого рівня техніки, наукової організації праці й досвіду праці. Ці норми змінні, їх постійно переглядають. Галузеві норми встановлюють міністерства; вони беруть участь також в опрацюванні міжгалузевих норм і нормативів праці, які пізніше конкретизує адміністрація підприємств з формальною участю профспілок.
Оплата праці залежить від системи державних нормативів (тарифна система), на основі яких визначається заробітна платня працівників залежно від складності виконуваних робіт, значення тієї чи іншої галузі виробництва, розміщення підприємства (в азійській частині СРСР на півночі оплата праці вища ніж, наприклад в Україні), кваліфікації працівника тощо. Тарифна система реґулює окремо оплату праці робітників і керівних інженерно-технічних працівників і службовців. Робітники й службовці не мають ніякого впливу на встановлення тарифних норм і тарифів заробітної платні. Мінімальна платня в СРСР на середину 1970-х pp. — 6С карбованців, пересічна в усьому СРСР — 14Е карбованців, а в УРСР дещо нижча. Між найвище і найнижче оплачуваними працівниками існує велика різниця (див Заробітна платня).
Звільнення з праці може наступити у випадках, виразно передбачуваних законом, за формальною згодою профспілкового комітету підприємства чи організації. Тому що офіційне безробіття в СРСР немає, немає й допомоги для безробітних. При припиненні трудового договору з причин, передбачених законом, або у висліді порушення адміністрацією законодавства про працю, чи трудового договору, працівникам виплачується тільки так звана вихідна допомога в розмірі двотижневого середнього заробітку.
Трудові конфлікти, що виникають між робітниками чи службовцями, з одного боку, й адміністрацією — з другого, щодо питань, пов'язаних з застосуванням трудового права, розглядають: 1) спеціальні комісії, що утворюються на підприємствах і в організаціях з рівної кількості представників профспілкових комітетів й адміністрації; 2) профспілкові комітети; 3) народні суди (за «Положенням про порядок розгляду трудових спорів СРСР», 1974 р.). Трудові спори керівних осіб розглядають відповідні вищі органи. Трудові спори щодо норм праці і тариф не дозволені; ці питання вирішують відповідні центральні державні. органи. Страйки вважаються кримінальним злочином.
Профспілки, від 1919 р. опановані партією («школа комунізму»), формально вважаються громадськими організаціями, а насправді являють собою частину державного апарату, призначеного не так охороняти права робітників перед адміністрацією, як дбати про виконання планів, через що ця охорона стає часто фіктивною. Творення інших профспілок заборонено законом. Членство у профспілках добровільне. Тому що воно дає робітникам певні матеріальні користі (наприклад, у випадку хвороби нечлени отримують тільки 50% допомоги для членів), майже всі робітники і службовці є членами профспілки. Участь працівників в управлінні підприємства має тільки формальне значення. Через централізацію планового господарства і керівну роллю бюрократії так званої виробничі наради на підприємствах, що ними керують профспілкові комітети, є дорадчими органами адміністрації переважно у питаннях кращого виконування планів.
Трудове законодавство для робітників і службовців не має застосування у колгоспах, бо, згідно з статутом колгоспів, члени їх є співвласниками колгоспного майна; через це «Кодекс законів про працю» до них не застосовується. Ні суди, ні прокуратура не мають права втручатися у внутрішні трудові відносини в колгоспах. Праця в них оплачувалася довгий час за системою трудоднів і не мала ніякої правової охорони. Щойно з другої половини 1960-х pp. систему трудоднів замінено грошовою оплатою, як у радгоспах (див. «Колгоспи»).
В основному існує вільний вибір місця праці; робітники і службовці мають право розірвати трудовий договір, повідомивши про це адміністрацію за 2 тижні наперед. З цієї засади існують винятки (примусова праця): колгоспники прикріплені до колгоспів і можуть вийти з них тільки за дозволом органів місцевої влади. В СРСР стосують на державних підприємствах працю в'язнів (за Сталіна в таборах примусової праці перебувало близько 10 млн в'язнів). Окремим указом 1940 р. проголошено «мобілізацію» молоді у віці 14—17 pp. для вишколу в ремісничих училищах, де елемент примусу відігравав поважну роль; випускники вищих і середніх фахових шкіл після закінчення їх зобов'язані відпрацювати 3 роки за призначенням відповідного міністерства. Трудовий договір може бути: 1) безстроковим, що укладається на невизначений строк; 2) на визначений строк, встановлений за погодженням сторін; 3) таким, що укладається на час виконання певної роботи. Строковий трудовий договір укладається у випадках, коли трудові відносини не можуть бути встановлені на невизначений строк з урахуванням характеру наступної роботи, або умов її виконання, або інтересів працівника та в інших випадках, передбачених законодавчими актами. Трудовий договір укладається, як правило, в письмовій формі.

## Складання трудового договору
Додержання письмової форми є обов'язковим:
- при організованому наборі працівників;
- при укладенні трудового договору про роботу в районах з особливими природними географічними і геологічними умовами та умовами підвищеного ризику для здоров'я;
- при укладенні контракту;
- у випадках, коли працівник наполягає на укладенні трудового договору у письмовій формі;
- при укладенні трудового договору з неповнолітнім;
- при укладенні трудового договору з фізичною особою;
- в інших випадках, передбачених законодавством України.

При укладенні трудового договору громадянин зобов'язаний подати: паспорт або інший документ, що посвідчує особу; копію довідки про присвоєння ідентифікаційного коду; трудову книжку; у випадках, передбачених законодавством, також: документ про освіту (спеціальність, кваліфікацію); довідку про стан здоров'я; інші документи.
Укладення трудового договору оформляється наказом чи розпорядженням власника або уповноваженого ним органу про зарахування працівника на роботу. Трудовий договір вважається укладеним і тоді, коли наказу чи розпорядження не було видано, але працівника фактично було допущено до роботи. Особі, запрошеній на роботу в порядку переведення з іншого підприємства, установи, організації за погодженням між керівниками підприємств, установ, організацій, не може бути відмовлено в укладенні трудового договору. Забороняється укладення трудового договору з громадянином, якому за медичним висновком запропонована робота протипоказана за станом здоров'я. У разі укладення трудового договору між працівником і фізичною особою фізична особа повинна у тижневий строк з моменту фактичного допущення працівника до роботи зареєструвати укладений у письмовій формі трудовий договір у державній службі зайнятості за місцем свого проживання у порядку, визначеному Міністерством соціальної політики України. При укладенні трудового договору забороняється вимагати від осіб, які влаштовуються на роботу, відомості про їх партійну і національну приналежність, походження, прописку та документи, подання яких не передбачено законодавством. Власник вправі запроваджувати обмеження щодо спільної роботи на одному і тому ж підприємстві, в установі, організації осіб, які є близькими родичами чи свояками (батьки, подружжя, брати, сестри, діти, а також батьки, брати, сестри і діти подружжя), якщо у зв'язку з виконанням трудових обов'язків вони безпосередньо підпорядковані або підконтрольні один одному. На підприємствах, в установах, організаціях державної форми власності порядок запровадження таких обмежень встановлюється законодавством.
При укладенні трудового договору може бути обумовлене угодою сторін випробування з метою перевірки відповідності працівника роботі, яка йому доручається. Умова про випробування повинна бути обумовлена в наказі (розпорядженні) про прийняття на роботу. В період випробування на працівників поширюється законодавство про працю. Випробування не встановлюється при прийнятті на роботу: осіб, які не досягли вісімнадцяти років; молодих робітників після закінчення професійних навчальних закладів; молодих спеціалістів після закінчення вищих навчальних закладів; осіб, звільнених у запас з військової чи альтернативної (невійськової) служби; інвалідів, направлених на роботу відповідно до рекомендації медико-соціальної експертизи. Випробування не встановлюється також при прийнятті на роботу в іншу місцевість і при переведенні на роботу на інше підприємство, в установу, організацію, а також в інших випадках, якщо це передбачено законодавством.
Строк випробування при прийнятті на роботу, якщо інше не встановлено законодавством України, не може перевищувати трьох місяців, а в окремих випадках, за погодженням з відповідним виборним органом первинної профспілкової організації, — шести місяців. Строк випробування при прийнятті на роботу робітників не може перевищувати одного місяця. Якщо працівник в період випробування був відсутній на роботі у зв'язку з тимчасовою непрацездатністю або з інших поважних причин, строк випробування може бути продовжено на відповідну кількість днів, протягом яких він був відсутній. Коли строк випробування закінчився, а працівник продовжує працювати, то він вважається таким, що витримав випробування, і наступне розірвання трудового договору допускається лише на загальних підставах. Якщо протягом строку випробування встановлено невідповідність працівника роботі, на яку його прийнято, власник або уповноважений ним орган протягом цього строку вправі розірвати трудовий договір. Розірвання трудового договору з цих підстав може бути оскаржене працівником в порядку, встановленому для розгляду трудових спорів у питаннях звільнення.
До початку роботи за укладеним трудовим договором власник або уповноважений ним орган зобов'язаний:
- роз'яснити працівникові його права і обов'язки та проінформувати під розписку про умови праці, наявність на робочому місці, де він буде працювати, небезпечних і шкідливих виробничих факторів, які ще не усунуто, та можливі наслідки їх впливу на здоров'я, його права на пільги і компенсації за роботу в таких умовах відповідно до чинного законодавства і колективного договору;
- ознайомити працівника з правилами внутрішнього трудового розпорядку та колективним договором;
- визначити працівникові робоче місце, забезпечити його необхідними для роботи засобами;
- проінструктувати працівника з техніки безпеки, виробничої санітарії, гігієни праці та протипожежної охорони.

Контрактна форма трудового договору Особливою формою трудового договору є контракт, сфера застосування якого визначається нормативно-правовими актами України. Відповідно до Кодексу законів про працю України контракт є особливою формою трудового договору, в якому строк його дії, права, обов'язки і відповідальність сторін (у тому числі матеріальна), умови матеріального забезпечення та організації праці працівника, умови розірвання договору можуть встановлюватися угодою сторін. Прийняття на роботу працівників шляхом укладення з ними контракту власником або уповноваженим ним органом, громадянином (надалі — роботодавець) може здійснюватись у випадках, прямо передбачених законами. Контракт, як особлива форма трудового договору, повинен спрямовуватися на забезпечення умов для проявлення ініціативності та самостійності працівника, враховуючи його індивідуальні здібності й професійні навички, підвищення взаємної відповідальності сторін, правову і соціальну захищеність працівника.
Роботодавець зобов'язаний забезпечувати конфіденційність умов контракту. Особи, які за своїми службовими обов'язками мають доступ до інформації, зафіксованої в контракті, не вправі її розголошувати. Вимоги конфіденційності не поширюються на умови контракту, що регулюються чинним законодавством, та по відношенню до органів, які здійснюють контроль за їх додержанням. Контракт укладається у письмовій формі і підписується роботодавцем та працівником, якого приймають (наймають) на роботу за контрактом.
Контракт оформляється у двох примірниках, що мають однакову юридичну силу і зберігаються у кожної зі сторін контракту. За згодою працівника копію укладеного з ним контракту може бути передано профспілковому чи іншому органу, уповноваженому працівником представляти його інтереси, для здійснення контролю за додержанням умов контракту. Контракт набуває чинності з моменту його підписання або з дати, визначеної сторонами у контракті, і може бути змінений за згодою сторін, складеною у письмовій формі. Він є підставою для видання наказу (розпорядження) про прийняття працівника на роботу з дня, встановленого у контракті за згодою сторін.
У контракті передбачаються:
- обсяги пропонованої роботи та вимоги до якості і строків її виконання;
- строк дії контракту, права, обов'язки та взаємна відповідальність сторін;
- умови оплати й організації праці;
- підстави припинення та розірвання контракту;
- соціально-побутові та інші умови, необхідні для виконання взятих на себе сторонами зобов'язань, з урахуванням специфіки роботи, професійних особливостей та фінансових можливостей підприємства, установи, організації чи роботодавця.

Трудова функція — це робота, про виконання якої домовилися працівник і власник. Сторони трудового договору самостійно встановлюють той обсяг робіт, який виконуватиме працівник, у тому числі й за кількома спеціальностями і посадами. Додатковими умовами при укладенні трудового договору, які залежать від волі сторін, можуть бути умови про встановлення випробування, неповного робочого часу, про соціально-побутові умови тощо. Умови трудового договору, що погіршують становище працівника порівняно з законодавством про працю, недійсні (ст. 9 КЗпП України). Відповідно до ст. 21 цього Кодексу працівник має право реалізувати свої здібності до продуктивної і творчої праці шляхом укладення трудового договору як на одному, так і водночас на кількох підприємствах, в установах і організаціях (якщо інше не передбачене законодавством, колективним договором чи угодою сторін), тобто за сумісництвом. Праця за сумісництвом регулюється постановою Кабінету Міністрів України «Про роботу за сумісництвом працівників державних підприємств, установ і організацій», Положенням про умови роботи за сумісництвом працівників державних підприємств, установ, організацій", затвердженим 28.06.1993 р. наказом Міністерства праці та соціальної політики України, Міністерства юстиції України, Міністерства фінансів України.